# Jabal Madīnat Māḑī
Jabal Madīnat Māḑī är en kulle i Egypten.   Den ligger i guvernementet Faijum, i den centrala delen av landet, 110 km sydväst om huvudstaden Kairo. Toppen på Jabal Madīnat Māḑī är 31 meter över havet.
Terrängen runt Jabal Madīnat Māḑī är huvudsakligen platt. Runt Jabal Madīnat Māḑī är det mycket tätbefolkat, med 1 018 invånare per kvadratkilometer. Närmaste större samhälle är Iţsā, 15,1 km öster om Jabal Madīnat Māḑī. Trakten runt Jabal Madīnat Māḑī består till största delen av jordbruksmark.